# Heinrich Karl von Pechmann
Heinrich Karl von Pechmann (né à Wurtzbourg en 1826 et décédé à Oberstdorf en 1905) est un peintre bavarois. 
Il est le fils de l'ingénieur Heinrich von Pechmann (de), qui a conçu pour Louis Ier le canal Ludwig reliant le Danube au Rhin. Il a été directeur de la nouvelle pinacothèque de Munich et est connu pour ses paysages alpestres et exotiques. Pour Louis II, il réalise des peintures pour le château de Linderhof, notamment Les Saisons (automne et hiver) de la salle d'audience.